# Les Chavannes-en-Maurienne
Les Chavannes-en-Maurienne là một xã thuộc tỉnh Savoie trong vùng Auvergne-Rhône-Alpes ở đông nam nước Pháp.